# غونتسونيفتسي
غونتسونيفتسي قرية تقع إدارياً ضمن تريافنا في بلغاريا.